# Saison 2020 de l'équipe cycliste FDJ-Nouvelle Aquitaine-Futuroscope
La Saison 2020 de l'équipe FDJ-Nouvelle Aquitaine-Futuroscope est la quinzième de la formation. Elle accède au statut de WorldTeam, la première division du cyclisme féminin. Cecilie Uttrup Ludwig est la principale recrue. Brodie Chapman rejoint également l'équipe tandis que  Charlotte Becker, Coralie Demay, Charlotte Bravard et Greta Richioud la quittent. 
Cecilie Uttrup Ludwig apporte les principaux résultats. Elle remporte le Tour d'Émilie. Elle finit quatrième et meilleure grimpeuse du Tour d'Italie. Elle est ensuite deuxième de la Flèche wallonne. Elle est également septième des Strade Bianche. Stine Borgli est dixième du Grand Prix de Plouay. Emilia Fahlin est septième de La course by Le Tour de France. Eugénie Duval est dixième des Trois Jours de La Panne. Brodie Chapman gagne la Race Torquay et finit dixième de la Cadel Evans. Évita Muzic remporte une étape du Tour d'Italie en échappée. Lors du bilan, Cecilie Uttrup Ludwig est neuvième du classement UCI et dixième du World Tour. FDJ-Nouvelle Aquitaine-Futuroscope est dixième du classement par équipes UCI et neuvième du World Tour.

### Partenaires et matériel de l'équipe

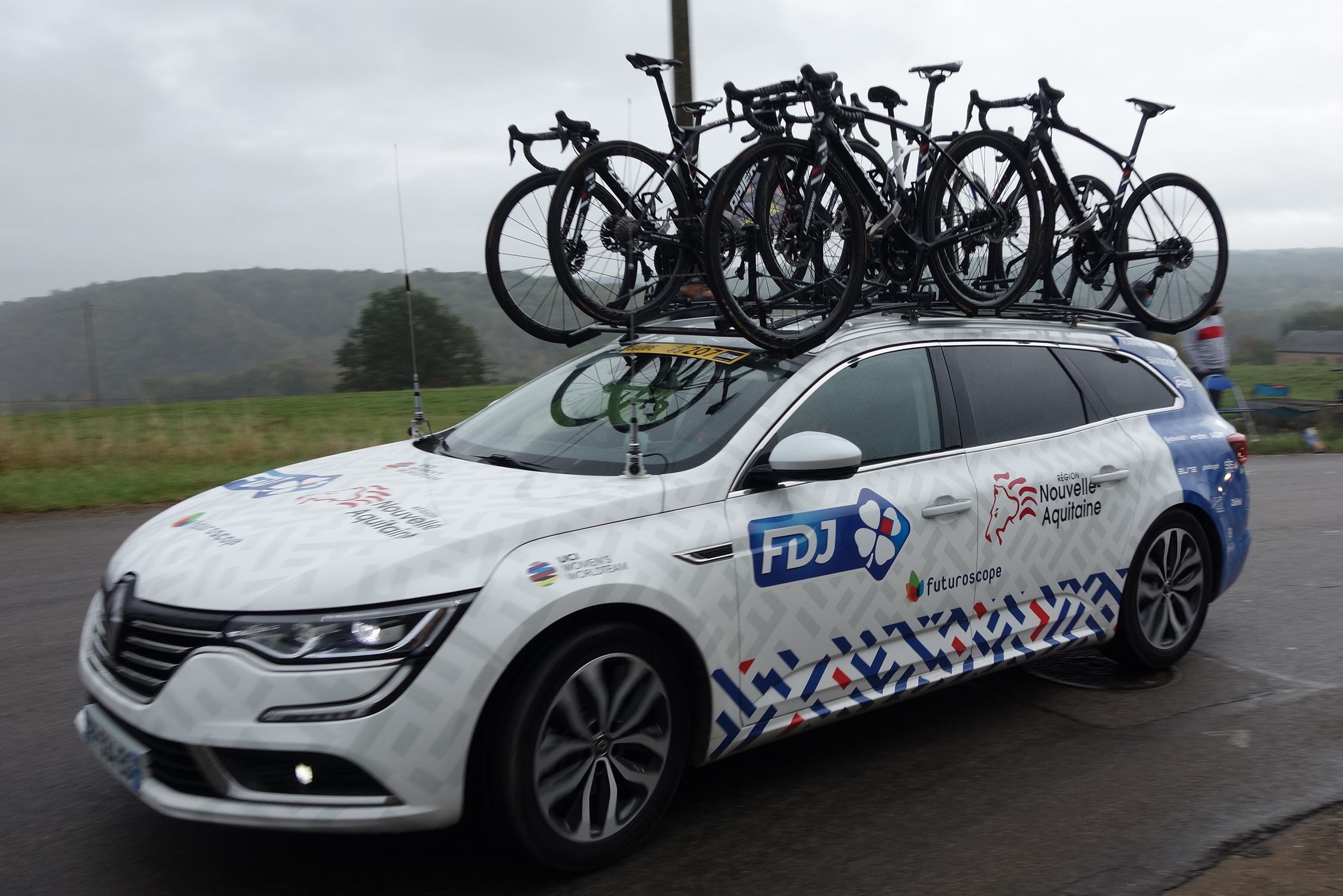
Voiture de l'équipe

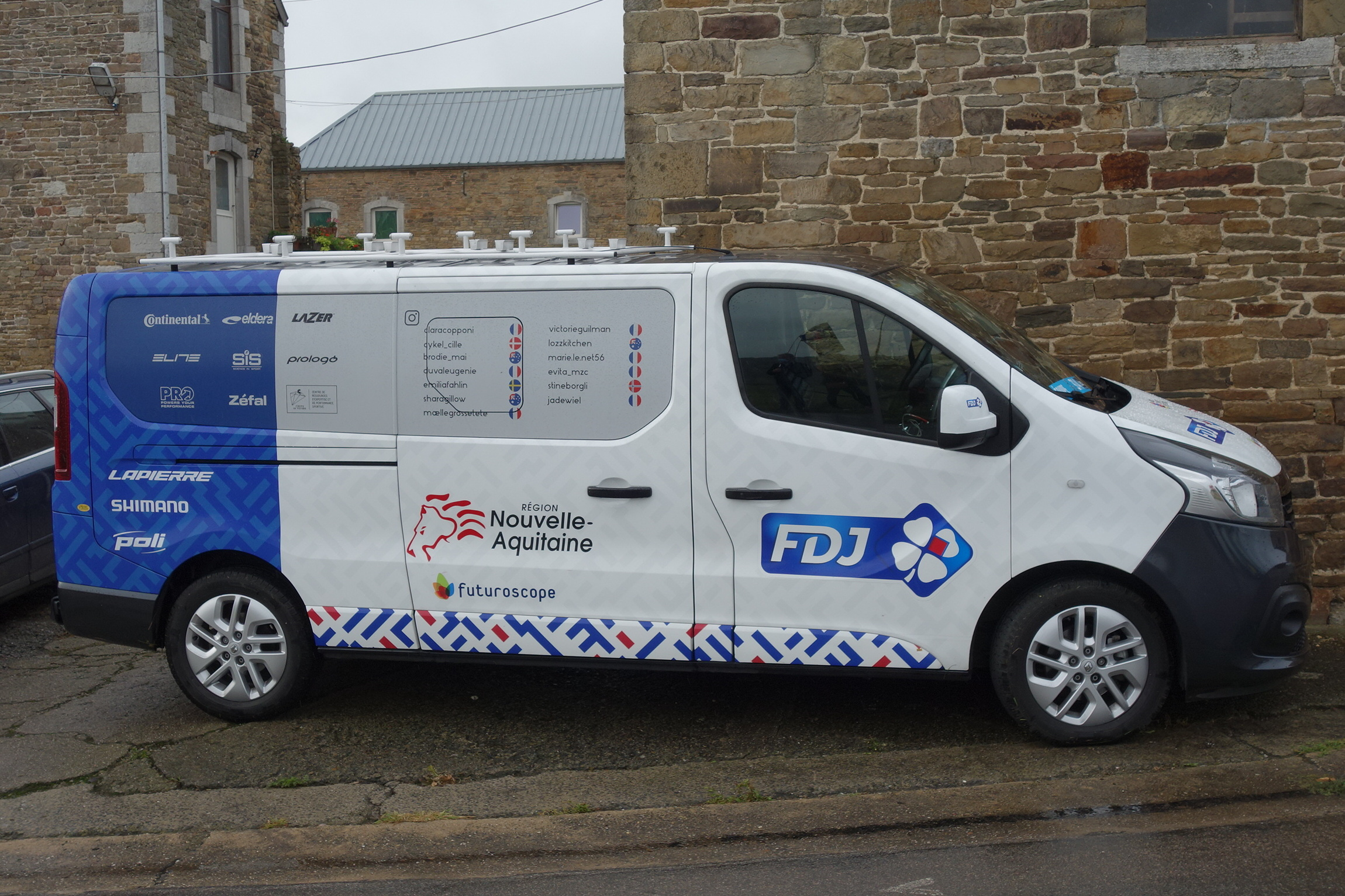
Autobus de l'équipe

## Préparation de la saison

### Arrivées et départs
La jeune grimpeuse danoise Cecilie Uttrup Ludwig, notamment troisième du Tour des Flandres est la principale recrue de l'équipe. La baroudeuse australienne Brodie Chapman rejoint également la formation.
Au niveau des départs, l'expérimentée Allemande Charlotte Becker, la pistarde Coralie Demay, Charlotte Bravard et Greta Richioud quittent l'équipe.
| Arrivées              | Équipe 2019               |
| --------------------- | ------------------------- |
| Brodie Chapman        | Tibco-Silicon Valley Bank |
| Cecilie Uttrup Ludwig | Bigla                     |

| Départs           | Équipe 2020                   |
| ----------------- | ----------------------------- |
| Charlotte Becker  | Arkéa                         |
| Charlotte Bravard | CM Aubervilliers 93-St-Michel |
| Coralie Demay     | Charente-Maritime             |
| Greta Richioud    | Hitec Products                |

### Effectifs
| Effectif 2020         | Effectif 2020     | Effectif 2020 | Effectif 2020                    |
| Cycliste              | Date de naissance | Pays          | Équipe précédente                |
| --------------------- | ----------------- | ------------- | -------------------------------- |
| Stine Borgli          | 4 juillet 1990    | Norvège       | Keukens Redant (2019)            |
| Brodie Chapman        | 9 avril 1991      | Australie     | Tibco-Silicon Valley Bank (2019) |
| Clara Copponi         | 12 janvier 1999   | France        | Bio Frais (2019)                 |
| Eugénie Duval         | 3 mai 1993        | France        |                                  |
| Emilia Fahlin         | 24 octobre 1988   | Suède         | Wiggle High5 (2018)              |
| Shara Marche          | 23 décembre 1987  | Australie     | Rabo Liv Women (2016)            |
| Maëlle Grossetête     | 10 avril 1998     | France        |                                  |
| Victorie Guilman      | 25 mars 1996      | France        | DN 17 Poitou-Charentes (2015)    |
| Lauren Kitchen        | 21 novembre 1990  | Australie     | WM3 (2017)                       |
| Marie Le Net          | 25 janvier 2000   | France        | Breizh Ladies (2018)             |
| Cecilie Uttrup Ludwig | 23 août 1995      | Danemark      | Bigla (2019)                     |
| Évita Muzic           | 26 mai 1999       | France        | VC Morteau Montbenoit (2017)     |
| Jade Wiel             | 2 avril 2000      | France        | VC Morteau Montbenoit (2018)     |
|                       |                   |               |                                  |
| Source : UCI          |                   |               |                                  |

### Encadrement
Stephen Delcourt est le manager général de l'équipe. Cédric Barre est le directeur sportif. Il est assisté de Nicolas Maire.

## Déroulement de la saison

### Janvier
À la Race Torquay Women, la météo est chaude, près de 40 °C. Lors du cinquième des huit tours, Brodie Chapman attaque. Elle est rejointe dans un premier temps par Denisse Ahumada. Elle est lâchée dans le sixième tour. Ensuite, lors du septième tour, Lauren Stephens rejoint Brodie Chapman. Voyant que le peloton ne chasse pas sérieusement, Tayler Wiles et Emily Herfoss partent en poursuite. Elles reviennent sur la tête dans le dernier tour. À deux kilomètres de l'arrivée, Brodie Chapman place l'attaque décisive et s'impose. À la Cadel Evans Great Ocean Road Race Women, au kilomètre vingt-quatre, Wright part avec Silvia Valsecchi, Maaike Boogaard, Minke Bakker et Jade Wiel. Elles ont quatre minutes d'avance à quarante-trois kilomètres de l'arrivée. À environ vingt kilomètres du but, l'échappée est ensuite reprise. À neuf kilomètres de l'arrivée, la côte de Challambra opère la sélection. Liane Lippert, Tayler Wiles et Brodie Chapman se placent en tête. Un groupe de douze coureuses passent le sommet. Sur la dernière ascension du parcours, la Melville Avenue, Liane Lippert attaque. Elle n'est plus revue et s'impose seule. Derrière, Brodie Chapmann est dixième.

### Août
Aux Strade Bianche, une échappée de onze coureuses dont Stine Borgli se forme peu avant le kilomètre cinquante. Cecilie Uttrup Ludwig est finalement septième de la course.
Cecilie Uttrup Ludwig remporte le Tour d'Émilie qui se décide dans l'ascension finale vers le Sanctuaire Madonna di San Luca.
Les championnats d'Europe se disputent en parallèle du Grand Prix de Plouay, sur le même circuit. Au Grand Prix de Plouay, Stine Borgli  prend la dixième place. Le lendemain, sur la course en ligne des championnats d'Europe, à trente-huit kilomètres de l'arrivée Elise Chabbey chute à l'avant du groupe et entraîne avec elle Cecilie Uttrup Ludwig notamment. Dans la côte du Lézot, Cecilie Uttrup Ludwig, revenue de sa chute, attaque mais est suivie par Ellen van Dijk, Amy Pieters et Audrey Cordon alors que l'écart est d'une vingtaine de secondes. Elles sont immédiatement reprises. Elle conclut la course à la seizième place.
À la course by Le Tour de France, dans le premier tour, Au début de la descente sinueuse, Katarzyna Niewiadoma attaque. Elle est suivie par Cecilie Uttrup Ludwig entre autres. Elles ont environ quarante-cinq secondes d'avance sur un groupe de vingt-cinq coureuses sur la partie plate menant à la promenade des Anglais. Le peloton se reforme néanmoins et reprend les échappées à la fin du premier tour. Dès le début de l'ascension, Annemiek van Vleuten imprime un rythme très élevé qui élimine la plupart des concurrentes dont Uttrup Ludwig. Emilia Fahlin règle le sprint du peloton et est donc septième.

### Septembre

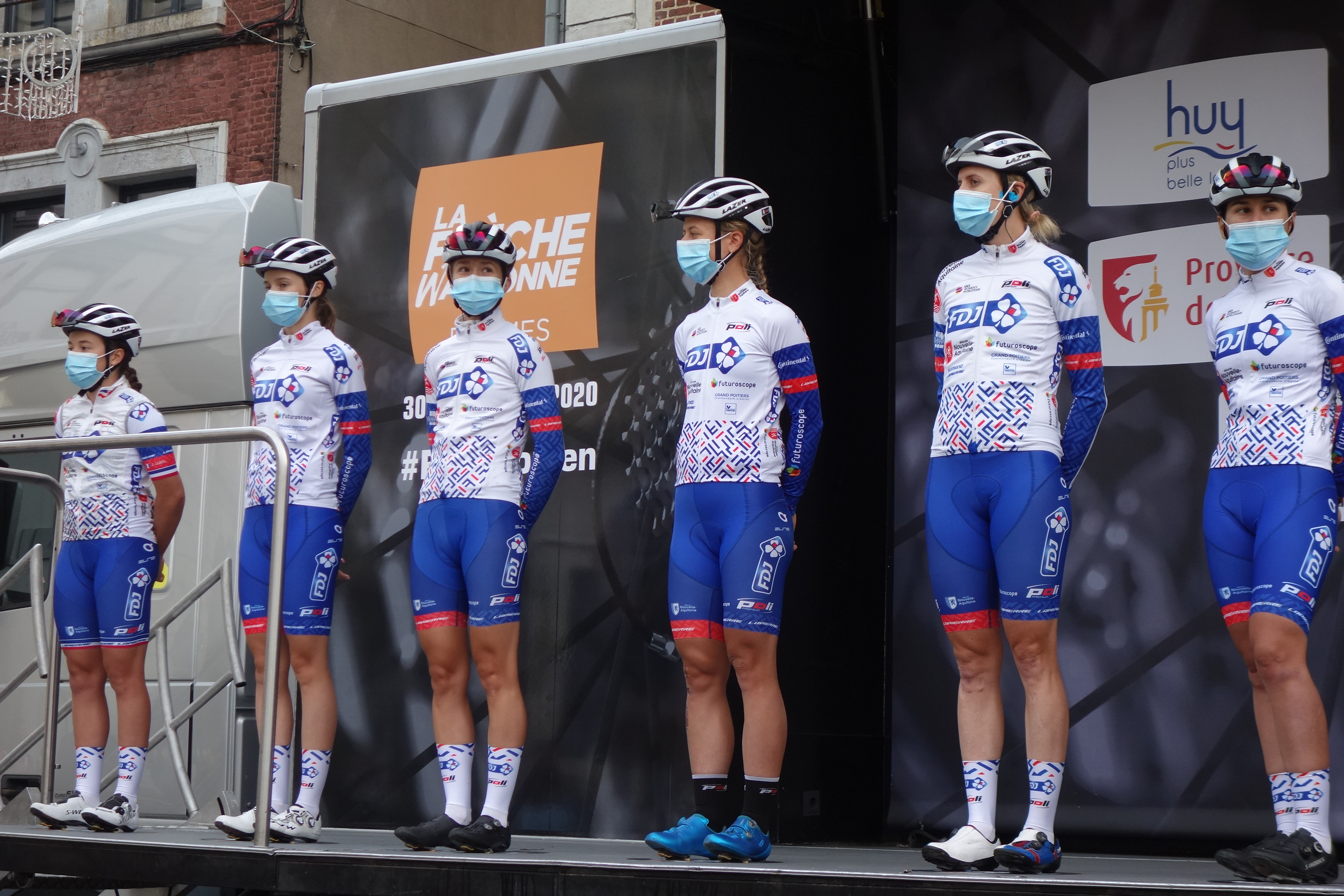
Équipe au départ de la Flèche wallonne

Au Tour de l'Ardèche, Victorie Guilman est cinquième de la première étape, puis quatrième de la deuxième étape, toutefois plus de quatre minutes derrière les trois coureuses de tête. Marie Le Net fait partie de l'échappée sur la troisième étape. Elle n'entre pas dans le top dix sur la quatrième étape et perd du temps au classement général. À la fin de l'épreuve, Victorie Guilman est sixième du classement général.
Au Tour d'Italie, la formation FDJ-Nouvelle Aquitaine-Futuroscope termine seulement onzième du contre-la-montre par équipes et y perd une minute vingt face à la Trek-Segafredo. Le lendemain, sur une étape comportant des secteurs graviers, dans l'ascension décisive vers Seggiano, Annemiek van Vleuten accélère des le pied de la montée. Elle passe au sommet avec quarante secondes d'avance sur Anna van der Breggen et une minute sur Katarzyna Niewiadoma et Cecilie Uttrup Ludwig. Cette dernière finit quatrième de l'étape, presque dans le même temps que la deuxième Anna van der Breggen, mais concède une minute trente à Annemiek van Vleuten. La troisième étape se joue dans le montée finale. Cecilie Uttrup Ludwig est seulement devancée par Marianne Vos. Elle est septième de la quatrième étape et s'empare du maillot de la meilleure grimpeuse. Stine Borgli est neuvième du sprint de la sixième étape. Sur la huitième étape, dans la dernière ascension du jour, Elizabeth Deignan mène le peloton pour Elisa Longo Borghini. Elles sont suivies par les favorites incluant Cecilie Uttrup Ludwig. Elle est cinquième de l'étape à plus d'une minute d'Elisa Longo Borghini, qui la passe au classement général. Lors de l'ultime étape, au bout de dix kilomètres, Jelena Eric attaque dans une descente. Elle est rejointe par pas moins de vingt-six coureuses. Ce groupe connait quelques variations, mais au bout de trois tours, il a cinq minutes d'avance. Après plusieurs attaques, sept coureuses s'extraient : Niamh Fisher-Black, Evita Muzic, Juliette Labous, Katia Ragusa, Ellen Van Dijk, Erica Magnaldi et Sabrina Stultiens. Elles se disputent la victoire au sprint et Evita Muzic lève les bras. Il n'y a pas de changements au classement général. Cecilie Uttrup Ludwig est quatrième du classement général et meilleure grimpeuse. Évita Muzic est dixième et deuxième du classement de la meilleure jeune.
Lors de la course en ligne des championnats du monde, à deux tours de l'arrivée, dans la côte Mazzolano, Anna van der Breggen imprime un rythme très élevé dans la montée ce qui disloque le peloton. Elle est seulement suivie par quelques favorites dont Cecilie Uttrup Ludwig. Passé le sommet, un peloton d'une trentaine d'unités se reforme. Dans l'ascension suivante, la Cima Gallisterna, Annemiek van Vleuten se met en tête et accélère nettement mettant en difficulté la concurrence. Anna van der Breggen surenchérit alors avec un puissante attaque. Derrière, Annemiek van Vleuten, Elisa Longo Borghini et Cecilie Uttrup Ludwig forme un groupe de poursuite. Par la suite, le peloton les reprend. Dans la dernière ascension de la course, Cecilie Uttrup Ludwig attaque avec Elisa Longo Borghini. Elle est cependant distancée proche du sommet. Elle est huitième.
Sur la Flèche wallonne, après le premier passage du mur de Huy, Cecilie Uttrup Ludwig est victime d'un ennui mécanique et change de vélo. Elle effectue la poursuite seule. Dans la montée finale, Anna van der Breggen donne l'allure. Demi Vollering attaque, mais trop tôt, et est reprise. Seule Cecilie Uttrup Ludwig parvient à suivre van der Breggen, qui accélère dans les derniers mètres pour s'imposer. La Danoise est deuxième.

### Octobre
Au Liège-Bastogne-Liège, un groupe de huit favorites sort peu avant la côte de la Vecquée. Dans le peloton, Demi Vollering  attaque. Elle est suivie par Cecilie Uttrup Ludwig, Liane Lippert et Elisa Longo Borghini dans la côte de la Redoute. Elle se classe dix-septième.
Au Tour des Flandres, au sommet du Kruisberg, Chantal Blaak attaque une seconde fois. Annemiek van Vleuten contre, Cecilie Uttrup Ludwig tente de suivre sans succès, et s'isole seule en tête. La Danoise est finalement seizième.
Aux championnats du monde sur piste, Clara Copponi et Marie Le Net obtiennent la médaille d'argent en course à l'américaine.

## Victoires

### Sur route
| Victoires | Victoires                 | Victoires | Victoires | Victoires             | Victoires |
| Date      | Course                    | Pays      | Classe    | Vainqueur             |           |
| --------- | ------------------------- | --------- | --------- | --------------------- | --------- |
| 30 janv.  | Surf Coast Classic        | Australie | 1.1       | Brodie Chapman        |           |
| 18 août   | Tour d'Émilie             | Italie    | 1.Pro     | Cecilie Uttrup Ludwig |           |
| 19 sept.  | 9e étape du Tour d'Italie | Italie    | 2.WWT     | Évita Muzic           |           |

### Résultats sur les courses majeures

#### World Tour
| Date            | #  | Course                            | Pays      | Meilleure classée     | Classement |
| --------------- | -- | --------------------------------- | --------- | --------------------- | ---------- |
| 1er février     | 1  | Cadel Evans Great Ocean Road Race | Australie | Brodie Chapman        | 10e        |
| 1er août        | 2  | Strade Bianche                    | Italie    | Cecilie Uttrup Ludwig | 7e         |
| 26 août         | 3  | Grand Prix de Plouay              | France    | Stine Borgli          | 10e        |
| 29 août         | 4  | La course by Le Tour de France    | France    | Emilia Fahlin         | 7e         |
| 11-19 septembre | 5  | Tour d'Italie                     | Italie    | Cecilie Uttrup Ludwig | 4e         |
| 30 septembre    | 6  | Flèche wallonne                   | Belgique  | Cecilie Uttrup Ludwig | 2e         |
| 4 octobre       | 7  | Liège-Bastogne-Liège              | Belgique  | Cecilie Uttrup Ludwig | 17e        |
| 11 octobre      | 8  | Gand-Wevelgem                     | Belgique  | Stine Borgli          | 23e        |
| 18 octobre      | 9  | Tour des Flandres                 | Belgique  | Cecilie Uttrup Ludwig | 16e        |
| 20 octobre      | 10 | Trois Jours de la Panne           | Belgique  | Eugénie Duval         | 10e        |
| 6-8 novembre    | 11 | La Madrid Challenge by La Vuelta  | Espagne   | -                     | -          |

Cecilie Uttrup Ludwig est dixième du classement individuel. FDJ-Nouvelle Aquitaine-Futuroscope est neuvième du classement par équipes.

#### Grand tour
| Grand tour            | Tour d'Italie                        |
| --------------------- | ------------------------------------ |
| Coureuse (classement) | Cecilie Uttrup Ludwig (4e)           |
| Accessits             | 1 étape et classement de la montagne |

## Classement mondial
| Classement UCI | Classement UCI        | Classement UCI | Classement UCI |
| Coureuse       | Coureuse              | Pays           | Points         |
| -------------- | --------------------- | -------------- | -------------- |
| 9e             | Cecilie Uttrup Ludwig | Danemark       | 1287 pts       |
| 36e            | Emilia Fahlin         | Suède          | 389 pts        |
| 59e            | Évita Muzic           | France         | 244 pts        |
| 62e            | Brodie Chapman        | Australie      | 238 pts        |
| 70e            | Eugénie Duval         | France         | 188 pts        |
| 89e            | Stine Borgli          | Norvège        | 143 pts        |
| 133e           | Victorie Guilman      | France         | 107 pts        |
| 143e           | Clara Copponi         | France         | 103 pts        |
| 155e           | Shara Marche          | Australie      | 98 pts         |
| 195e           | Lauren Kitchen        | Australie      | 73 pts         |
| 277e           | Marie Le Net          | France         | 45 pts         |
| 336e           | Maëlle Grossetête     | France         | 35 pts         |
| 342e           | Jade Wiel             | France         | 33 pts         |

FDJ-Nouvelle Aquitaine-Futuroscope est dixième du classement par équipes.